# ТЕЦ Пінджарра
ТЕЦ Пінджарра – теплова електростанція на заході Австралії, базовим споживачем якої став алюмінієвий комбінат компанії Alcoa.
В 2006 – 2007 роках на майданчику станції ввели в дію дві встановлені на роботу у відкритому ціиклі газові турбіни потужністю по 140 МВт. Відпрацьовані ними гази живлять два котла-утилізатора, кожен з яких може постачати алюмінієвому комбінату по 420 тонн технологічної пари на годину.
Як паливо використовують природний газ, що надходить по трубопроводу Дампір – Банбері. 
Для видалення продуктів згоряння призначені два димаря заввишки по 40 метрів.
Видача продукції стороннім споживачам відбувається під напругою 132 кВ.